# بنو أبي دانيس
بنو أبي دانيس كانوا عشيرة من قبيلة أوساج البربرية . تنتمي بدورها إلى اتحاد قبائل مصمودة (وفقًا لمصادر أخرى، إلى قبيلة ملزوزة). جاؤوا في بداية القرن الثامن أثناء الفتح الإسلامي مع الهجرة البربرية الأولى من شمال أفريقيا إلى الأندلس ولعبوا حتى الهجرة البربرية الثانية في أواخر القرن العاشر دورًا رائدًا في غرب الأندلس، أي جنوب ووسط البرتغال اليوم.
كان البربر المصموديون قد استقروا بين نهري تيجو ودورو أو في المنطقة بأكملها بين بيجا وكويمبرا. استقر بنو أبي دانيس على ضفاف نهر السادو [الإنجليزية] (بالقرب من ألكاسير دو سال )؛ وفي كويمبرا، كانوا بدورهم بجوار المستعربين أكبر مجموعة سكانية. وفي لشبونة أيضًا كان هناك بنو أبي دانيس أو مصمودة - وكذلك في بورتو (أوبورتو). ازدادت قوة ونفوذ بنو أبي دانيس عندما قامت إمارة قرطبة الأموية، بعد غارات الفايكنج في منتصف القرن التاسع، بتطوير المدن الساحلية على ساحل المحيط الأطلسي إلى حصون مهمة، وأصبح بنو أبي دانيس حكامًا لألكاسير وكويمبرا. خلال الثورات التي اندلعت في نهاية القرن التاسع، ظل بنو أبي دانيس موالين للأمويين. ومع ذلك، تحالف المستعربون في كويمبرا مع المتمردين المولديين سعدون الصرنبقي وابن مروان؛ وبعد معارك ضارية قادها أداني بن أوسجاج، طُرد بنو أبي دانيس من كويمبرا في عام 876. ثم سقطت المدينة في يد ألفونسو الثالث ملك أستورياس.
انسحب بنو أبي دانيس المطرودون في عام 877 أولًا إلى لشبونة، ثم إلى القصر دو سال (القصر أبي دانيس، أي "قلعة بني أبي دانيس"). ثم في عام 888، ثاروا أيضًا ضد اغتصاب الأمير عبد الله بن محمد الأموي للعرش (كما فعل بنو خالي، وهم عشيرة أخرى من أوساج، ثاروا في جنوب الأندلس وانضموا إلى ثورة عمر بن حفصون). ومن ألكاسر دو سال، تمكن بنو دانيس بقيادة ابن أداني مسعود بن أبي دانيس (مسعود بن أداني) من توسيع سلطتهم وتوسيعها مرة أخرى لتشمل لشبونة. وبعيدًا عن قرطبة، سيطروا في هذه الأثناء على منطقة إستريمادورا [الإنجليزية] بأكملها على الأقل أو تقريبًا على منطقة مقاطعتي لشبونة وسيتوبال اليوم.
بعد قمع التمردات، عُين بنو أبي دانيس حكامًا من الخليفة عبد الرحمن الثالث: أصبح شقيق مسعود يحيى بن أبي دانيس (يحيى بن أدنيس) حاكمًا على ألكاسير في عام 930 وأصبح ابن أخيه عبد الله بن عمر بن أبي دانيس حاكمًا على بالميلا أو سيتوبال. وفي نهاية المطاف، قام المنصور بطرد حكام بني دانيس، وجعل ألكاسير دو سال قاعدة للحملات إلى الشمال، والتي استعاد فيها كويمبرا عام 987.